# Gamsköpfe
Gamsköpfe är två bergstoppar i Österrike. De ligger i distriktet Landeck och förbundslandet Tyrolen, i den västra delen av landet. Den sydliga toppen är 3 110 meter över havet.
Den högsta punkten i närheten är Plattigkopf, 3 174 meter över havet, öster om Gamsköpfe. Närmaste större samhälle är Pfunds, 9,2 km väster om Gamsköpfe.
Trakten runt Gamsköpfe består i huvudsak av kala bergstoppar.